# Chigozie Mbah
Chigozie Mbah (* 18. September 1997 in Abuja) ist ein nigerianischer Fußballspieler.

## Karriere
Chigozie Mbah erlernte das Fußballspielen in der Collegemannschaft der Brooke House College Football Academy. Seinen ersten Vertrag unterschrieb er am 1. Januar 2016 beim slowakischen Verein MŠK Žilina. Die erste Mannschaft spielte in der ersten Liga, die B-Mannschaft in der zweiten Liga. Für den Verein aus Žilina absolvierte er fünf Erstligaspiele sowie 41 Zweitligaspiele. Am 1. Juli 2017 wechselte er nach Bulgarien. Hier unterschrieb er einen Vertrag bei Slawia Sofia. Der Verein aus Sofia spielte in der höchsten bulgarischen Liga, der Parwa liga. 2018 wurde er mit Slawia bulgarischer Pokalsieger. Im Endspiel besiegte man den Stadtrivalen Lewski Sofia im Elfmeterschießen. Für Slawia stand er 21-mal in der ersten Liga auf dem Spielfeld. Von Juli 2018 bis Mitte August 2018 war er vertrags- und vereinslos. Am 15. August 2018 unterschrieb er in Zypern einen Vertrag beim Merit AYSK. Im Juli 2021 wechselte er nach Thailand. Hier verpflichtete ihn der Drittligist Uthai Thani FC aus Uthai Thani. Mit dem Verein spielte er in der Northern Region der Liga. Am Ende der Saison 2021/22 feierte er mit Uthai Thani die Meisterschaft der Region. In der National Championship, den Aufstiegsspielen zur zweiten Liga, belegte man den ersten Platz und stieg nach einer Saison in der Drittklassigkeit wieder in zweite Liga auf. Nach dem Aufstieg wurde sein Vertrag nicht verlängert. Im August 2022 verpflichtete ihn der Zweitligaaufsteiger Krabi FC. Für den Verein aus Krabi bestritt er 34 Zweitligaspiele, in denen er zwölf Tore erzielte. Im Juni 2023 unterschrieb er einen Vertrag beim Erstligaaufsteiger Uthai Thani FC. Nach 27 Ligaspielen wurde sein Vertrag im Sommer 2024 nicht verlängert. Die Saison 2024/25 spielte er beim kuwaitischen Erstligisten Khaitan SC in Khaitan. Nach einer Spielzeit kehrte er im Juli 2025 nach Thailand zu seinem ehemaligen Verein Uthai Thani zurück.

## Erfolge
Slawia Sofia
- Bulgarischer Pokalsieger: 2017/18

Uthai Thani FC
- Thai League 3 – North: 2021/22
- Thai League 3 – National Championship: 2021/22  ▲